# Damaeus affinis
Damaeus affinis är en kvalsterart som först beskrevs av Bulanova-Zachvatkina 1957.  Damaeus affinis ingår i släktet Damaeus och familjen Damaeidae. Inga underarter finns listade i Catalogue of Life.